# Thomas Daly (homme politique albertain)
Pour les articles homonymes, voir Thomas Daly et Daly.
Thomas Daly (21 février 1861-17 novembre 1908) est un homme politique canadien de l'Alberta. Il conseiller municipal de la ville d'Edmonton.

## Biographie
Né à Letterbreen (en) en Irlande, Daly immigre au Canada en 1881. Après avoir vécu deux années au Manitoba, il s'installe à Clover Bar en Alberta (alors Territoires du Nord-Ouest) en 1883. Il se présente dans une foire d'exposition d'avoine cultivée lors de l'Exposition universelle de 1893 de Chicago où il remporte le premier prix. Il est parfois crédité d'avoir établi la réputation de l'Alberta en matière de culture d'avoine.
Lors de l'élection municipale d'Edmonton en 1906, il est élu conseiller municipal et termine second parmi les douze candidats. Il démissionne l'année suivante, avant d'avoir complété son mandat de deux ans.
Daly meurt à Edmonton en novembre 1908, Le quartier edmontonien de Daly Grove (en) est nommé en son honneur